# 3기통 직렬 엔진

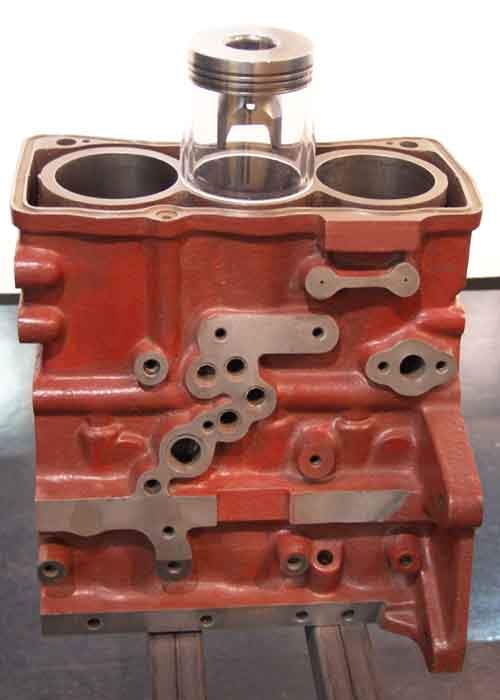

3기통 직렬 엔진(또는 인라인-3, 인라인-3 엔진이라고도 한다.)은 실린더가 공통 크랭크 축을 따라 일렬로 배열된 3기통 피스톤 엔진이다.
3기통 직렬 엔진은 4기통 직렬 엔진보다 흔하지 않지만 다양한 오토바이, 자동차, 농업기계 등에 사용되었다.

## 디자인

직렬 3기통 엔진의 연소 순서는 1-3-2이다.

120도 각도의 크랭크 샤프트는 일반적인 3기통 직렬 엔진에서 사용되고 있다. 이로 인해 연소 간격이 균등해진다. 이 구성의 또 다른 이점은 완벽한 1차 균형과 2차 균형이지만, 중간 피스톤에 대한 피스톤 속도에 대칭이 없기 때문에 종단 간 로킹 커플이 유도된다. 로킹 커플로 인한 진동을 줄이기 위해 밸런스 샤프트가 때때로 사용된다.
다른 크랭크 샤프트 각도가 가끔 사용되었다. 1976년~1981년 Laverda Jota 모터사이클은 180도 크랭크 샤프트를 사용했다. 여기에서 외부 피스톤은 함께 상승 및 하강하고 내부 실린더는 180도 오프셋된다. 그 결과 각각 180도 간격으로 세 번의 파워 스트로크가 발생하고 마지막 180 도의 크랭크 샤프트 회전 동안 파워 스트로크가 발생하지 않는다. 2020 트라이 엄프 타이거 900 모터 사이클은 크랭크 샤프트가 90도 간격으로 던지는 "T-플레인"크랭크 샤프트를 사용하여 실린더 1과 3의 드로우가 180도 분리된다.

## 자동차에서의 사용
3기통 직렬 엔진을 사용한 최초의 자동차 중에는 900cc (55 cu in) 2 행정 엔진으로 구동되는 1953-1955 DKW F91이 있다. 1956-1960 Saab 93은 Saab의 750cc (46 cu in) 2 행정 엔진의 도입을 보았다. 이 엔진은 Saab 95, Saab 96 및 Saab Sonett에도 사용되었으며 1968년 이후 Ford Taunus V4 엔진으로 대체되었다.
Wartburg 자동차 (동독에서 제조)와 FSO Syrena (폴란드에서 제조)도 3기통 직렬 엔진을 사용했다.
1967 Suzuki Fronte 360은 256cc (16 cu in) 2행정 엔진을 사용한다. 1980년에 스즈키는 Alto 및 Fronte 모델에 도입된 543cc (33 cu in) 4행정 엔진의 생산을 시작했다.
스바루 EF 엔진은 1984년에 도입되어 Justy와 Sumo (Sambar의 수출 버전)에 사용된 4행정 가솔린 엔진이다.
터보 차저 1.0리터 가솔린 엔진인 Ford EcoBoost 엔진의 직렬 3개 버전이 2012년식 포드 포커스에 소개되었다. 언밸런스드 플라이휠을 사용하여 고유한 3 기통 불균형을 엔진 마운트로 더 쉽게 관리 할 수 있는 수평면으로 이동하므로 밸런스 샤프트를 사용할 필요가 없다.2016년에는 실린더 비활성화 기능이 추가되어 세계 최초로 3기통 엔진이라고 주장했다.

## 같이 보기
- V3 엔진